# Dendranthema foliaceum
Dendranthema foliaceum là một loài thực vật có hoa trong họ Cúc. Loài này được G.F.Peng, C.Shih & S.Q.Zhang mô tả khoa học đầu tiên năm 1999.